# Windows Display Driver Model
Het Windows Display Driver Model (WDDM) beschrijft de architectuur van stuurprogramma's voor videokaarten onder Windows. Het werd geïntroduceerd in Windows Vista door de driverarchitectuur van Windows XP te herzien.

## Overzicht
Windows ondersteunt met het WDDM grafische effecten voor Vista, waardoor de gebruiker vensters van open applicaties kan beheren en wisselen. Voor het zogenaamde transparante glasontwerp is een stuurprogramma vereist voor de videokaart die is ontwikkeld volgens dit model. Het ondersteunt ook multitasking van de grafische processor, waardoor meerdere grafische intensieve applicaties gelijktijdig kunnen worden uitgevoerd, en de onderdelen geheugen- en processorbeheer om de verwerking te coördineren. Beschermde HD-video's kunnen worden afgespeeld op externe monitoren, de plug-and-play-aansluiting van tv's is eenvoudiger dan Windows XP en projectoren worden automatisch gedetecteerd wanneer ze zijn aangesloten (hotplug). De gammacorrectie die in het stuurprogramma is ingebouwd, maakt het gemakkelijker om video's met kleuren te corrigeren. Een andere verbetering is een verhoogde fouttolerantie in het weergavestuurprogramma. Het besturingssysteem kan dergelijke fouten herstellen zonder het systeem opnieuw op te starten.
Een van de beperkingen van de eerste versie (WDDM 1.0) was dat slechts één stuurprogramma voor een grafische kaart kon worden geladen. Als een monitor op verschillende grafische kaarten was aangesloten, werd slechts één hiervan gebruikt en de andere gedeactiveerd. Ook waren sommige van de grafische modi die eerder werden ondersteund in vorige versies van Vista niet langer beschikbaar, waaronder de uitbreiding van de desktop over meerdere schermen.
Sinds versie WDDM 1.1 in Windows 7 worden meerdere grafische adapter- en monitorstuurprogramma's tegelijkertijd in één systeem ondersteund. Met Windows 8 verscheen WDDM 1.2, en met Windows 8.1 werd versie WDDM 1.3 geïmplementeerd.
Windows 10 ondersteunt een virtuele adresmodus voor GPU's met de nieuwe versie WDDM 2.0. Bovendien biedt deze versie de noodzakelijke basis voor DirectX 12.

## Overige
Concurrent Apple heeft in 2002 een vergelijkbare architectuur in het besturingssysteem Mac OS X 10.2 (Jaguar) toegevoegd onder de naam Quartz Extreme.